# موکوبود-کولونگا
موکوبود-کولونگا (به لاتین: Mokobody-Kolonia) یک روستا در لهستان است که در گمینا موکوبوده واقع شده‌است.